# Maskenmonarch
Der Maskenmonarch (Monarcha melanopsis) ist eine Vogelart aus der Familie der Monarchen (Monarchidae). Er kommt in Australien und Neuguinea vor.
Die IUCN stuft die Bestandssituation dieser Art als  (=least concern – nicht gefährdet) ein. Es werden keine Unterarten unterschieden.

## Merkmale

### Körperbau und Farbgebung
Der Maskenmonarch erreicht eine Körperlänge von rund 16 bis 17´9,5 cm, wovon 6,9 bis 8,1 Zentimeter auf den Schwanz entfallen. Der Schnabel ist 19,7 bis 28,8 mm lang. Der Maskenmonarch hat eine Flügellänge von 82,5 – 98,5 mm und eine Flügelspannweite von durchschnittlich 22,5 Zentimeter. Das Gewicht liegt zwischen 19 und 27 g. Ein Geschlechtsdimorphismus ist nicht vorhanden.

### Adulte Vögel

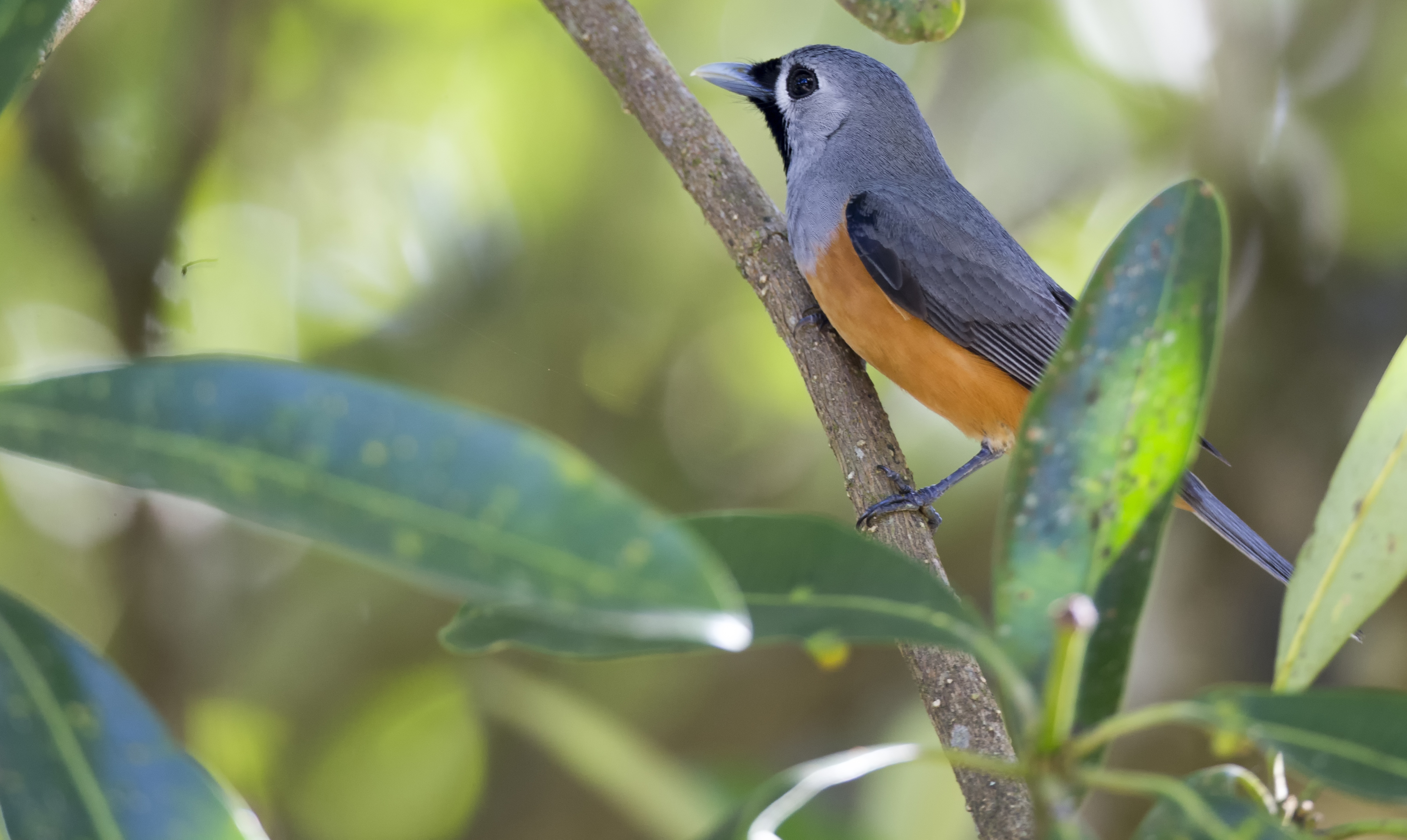
Maskenmonarch

Die Stirn, der vordere Scheitel, die Zügel, der Kinn und die Kehle sind schwarz und formen eine auffällige schwarze Gesichtsmaske. Der Rest des Kopfes sowie der Hals sind blaugrau, dabei sind die Ohrendecken und die Halsseiten blass silbrig grau. Vor dem Auge verläuft ein schmales weißer Halbring, der einen schmalen schwarzen Orbitalring einfasst. Die gefalteten Flügel sind blaugrau, die Handschwingen haben dunkelbraune Spitzen. Die übrige Körperoberseite ist blaugrau.
Die Vorderbrust ist blass blaugrau, die übrige Körperunterseite ist intensiv orange-braun. Das Schwanzgefieder ist auf der Unterseite bräunlich grau. Der Schnabel ist schieferblau mit einer kleinen weißen Spitze. Die Iris ist schwarzbraun, die Füße sind blaugrau.

### Jungvögel
Jungvögeln fehlt die schwarze Gesichtsmaske der adulten Vögel. Die Stirn ist bei ihnen blass orangebraun und geht dann in das blaugrau des Kopfes über. Das übrige Körperobergefieder ist etwas bräunlicher als bei den adulten Vögeln. Das Kinn und die Kehle sind grauweiß mit einer leicht orangebraunen Tönung. Die Brust ist blassgrau und ebenfalls leicht orangebraun überwaschen. Die übrige Körperunterseite ist etwas blasser als bei den adulten Vögeln.

## Verbreitungsgebiet und Lebensraum
Der Maskenmonarch ist ein Brutvogel im Osten Australiens, der im Winterhalbjahr unter anderem von der östlichen Hälfte Neuguineas bis ins Louisiade-Archipel anzutreffen ist. In Westaustralien, auf Neuseeland und den Aru-Inseln ist er ein seltener Irrgast. In Australien kommt er als Brutvogel von den tropischen Atherton Tablelands bis zum Lakes Entrance, einem Fischereihafen im östlichen Gippsland im australischen Bundesstaat Victoria, vor.
Der Maskenmonarch ist vorrangig ein Bewohner von Regenwäldern. Er kommt sowohl in tropischen Regenwäldern als auch in Monsun-Regenwäldern und feuchten Hartlaubwäldern vor.
Er ist ein ausgeprägter Zugvogel, der sich vom September bis Februar/April in seinen Brutgebieten im Osten Australiens aufhält und dann in seine Überwinterungsgebiete zieht. Auf Neuguinea ist er von April bis August zu beobachten. Beringungsdaten belegen, dass sie nach dem Zug sich wieder in ihren ursprünglichen Brutgebieten einfinden.

## Nahrung
Der Maskenmonarch ist ein Insektenfresser, der seine Nahrung überwiegend in Baumkronen und im Unterholz findet. Er kommt nur sehr selten auf den Boden. Seine Nahrung fängt er überwiegend im Flug. Nur sehr selten pickt er Insekten von Blättern und Ästen.

## Fortpflanzung
Der Maskenmonarch brütet im Zeitraum von Oktober bis Februar. Er nistet gewöhnlich in dicht belaubten oder dicht mit Kletterpflanzen bewachsenen Bäumen. Die Nistbäume stehen häufig in Gewässernähe oder in Schluchten. Das Nest wird zwischen 1,5 und 10,7 Meter birnenförmig oder konisch über dem Erdboden gewöhnlich mit Nadeln von Kasuarinen und Spinnweben gebaut. Der Nestnapf wird dick mit Moos und Flechten, Teilen von Farbblättern oder sehr kleinen Wurzeln ausgelegt.
Das Gelege umfasst gewöhnlich zwei bis drei Eier. Beide Elternvögel brüten, die Brutzeit liegt etwa bei 13 Tagen. Es ist noch nicht genau untersucht, wann die Nestlinge durchschnittlich flügge werden. Die Nestlingszeit währt aber definitiv weniger als 21 Tage. Die ausgeflogenen Jungvögel werden noch mindestens 4 Tage von den Elternvögeln gefüttert.

## Lebenserwartung
Ein in New South Wales als adulter Vogel beringter Maskenmonarch wurde 5 Jahre später am ursprünglichen Beringungsort wieder eingefangen.